# Kleinstfeuerwerk
Kleinstfeuerwerk (im allgemeinen Sprachgebrauch oft auch Jugendfeuerwerk genannt, früher auch zum Teil in verschiedener Bedeutung als Zimmerfeuerwerk, Tafelfeuerwerk und Salonfeuerwerk bezeichnet) umfasst als Rechtsbegriff alle Feuerwerke, die auch von minderjährigen Personen erworben und gezündet werden dürfen. Sie bilden nach der EU-Harmonisierung die Kategorie 1, die weitgehend der früheren Klasse I in Deutschland entspricht. In der Schweiz gehört Kleinstfeuerwerk zur Kategorie I. Zum Kleinstfeuerwerk zählen auch Feuerwerksscherzartikel, Feuerwerksspielwaren sowie das Tischfeuerwerk, das auch in geschlossenen Räumen zulässig ist.

## Feuerwerksscherzartikel und -spielwaren sowie „Jugendfeuerwerk“
Pyrotechnische Scherzartikel sind etwa Knallbonbons, als Spielwaren können Amorces für Spielzeugpistolen und ähnliches gerechnet werden. Im allgemeinen Sprachgebrauch werden viele Artikel der Kategorie 1 auch als „Jugendfeuerwerk“ bezeichnet. Dazu zählen u. a. Knallerbsen, kleine Handfontänen wie Gold- oder Silberregen, kleine Bodenwirbel, Plastikbälle mit Knisterstern-(„Crackling“-)Füllung sowie kleine Vulkane und Fontänen (mit EU-weit eng begrenzter pyrotechnischer Satzmenge).
Auch Wunderkerzen bis zu einer Länge von 30 Zentimetern fallen unter das Kleinstfeuerwerk.

## Tischfeuerwerke

Schematischer Aufbau einer Tischbombe

Tischfeuerwerk ist eine Art von ungefährlicherem Feuerwerk zur Verwendung in Innenräumen mit sehr kleinen Mengen an Chemikalien. Beliebt sind etwa Eisfontänen oder Zylinder, die nach dem Anzünden kleine Glücksbringer oder Dekomaterial im Raum verteilen.
Eine Tischbombe oder Partybombe (englisch party bomb) ist ein als Scherzartikel gestalteter Feuerwerkskörper, der – bei sachgerechter Anwendung – auch in einem geschlossenen Raum gefahrlos gezündet werden kann. Sie sollte aber vor dem Anzünden immer auf eine ebene, nicht wärmeempfindliche Fläche gestellt werden. Bei der Explosion wird der Inhalt – meist eine bunte Mischung von Geschenk- und Partyartikeln – im Raum verstreut.

## Rechtslage
Bei Kleinstfeuerwerken kann davon ausgegangen werden, dass sie auch in den Händen nicht voll verantwortungsfähiger Personen keine Gefahr darstellen.
- In Deutschland wird das Kleinstfeuerwerk, d. h. pyrotechnische Artikel, die der Kategorie 1 zugeordnet sind, in § 6 Absatz 1 der Ersten Verordnung zum Sprengstoffgesetz (1. SprengV) als „Feuerwerkskörper, die eine sehr geringe Gefahr darstellen, einen vernachlässigbaren Schallpegel besitzen und die in geschlossenen Bereichen verwendet werden sollen, einschließlich Feuerwerkskörpern, die zur Verwendung innerhalb von Wohngebäuden vorgesehen sind“ definiert.[2] Gemäß § 20 Absatz 2 ist „Umgang und Verkehr“ mit Gegenständen der Kategorie 1 Personen ab 12 Jahren gestattet.[3] Ferner ergibt sich aus § 23, dass sie ganzjährig verkauft und auch abgebrannt werden dürfen.[4]
- In Österreich unterliegen sie im Allgemeinen keiner Beschränkung (§ 3 Pyrotechnikgesetz) und gelten als harmlos.[5] Sie dürfen aber höchstens 3 g Gesamtsatzgewicht nicht übersteigen und sind auf gewisse Sätze beschränkt.
- In der Schweiz darf Tischfeuerwerk nur einen pyrotechnischen Satz in Form einer Ausstoßladung aus Nitrocellulose mit einem Massenanteil an Stickstoff von maximal 13,5 % enthalten.[6] Das Mindestalter für den Erwerb beträgt 12 Jahre. Für den Verkauf ist keine Verkaufsbewilligung des entsprechenden Kantons notwendig.[1] Die Herstellung und die Einfuhr untersteht jedoch der Bewilligungspflicht der Zentralstelle Sprengstoff und Pyrotechnik.

## Anhang